# NGC 5816
NGC 5816 est une galaxie lenticulaire située dans la constellation de la Balance. Sa vitesse par rapport au fond diffus cosmologique est de 7 244 ± 36 km/s, ce qui correspond à une distance de Hubble de 106,9 ± 7,5 Mpc (∼349 millions d'al). NGC 5816 a été découverte par l'astronome américain Ormond Stone en 1886.